# Vârvoru de Jos (gmina)
Vârvoru de Jos – gmina w Rumunii, w okręgu Dolj. Obejmuje miejscowości Bujor, Ciutura, Criva, Dobromira, Drăgoaia, Gabru, Vârvoru de Jos i Vârvor. W 2011 roku liczyła 2955 mieszkańców.